# Вирбен (Кирджалійська область)
Ви́рбен (болг. Върбен) — село в Кирджалійській області Болгарії. Входить до складу общини Кирково.

## Населення
За даними перепису населення 2011 року у селі проживали 500 осіб, з них 488 осіб (99,6%) — турки.
Розподіл населення за віком у 2011 році:
Динаміка населення: